# Ignasi Ferrés i Iquino
Ignasi Ferrés i Iquino, conegut artísticament com a Ignacio F. Iquino (Valls, el 25 d'octubre de 1910 - Barcelona, el 29 d'abril de 1994), va ser un prolífic director, guionista i productor de cinema català qui fundà els estudis IFI.

## Biografia

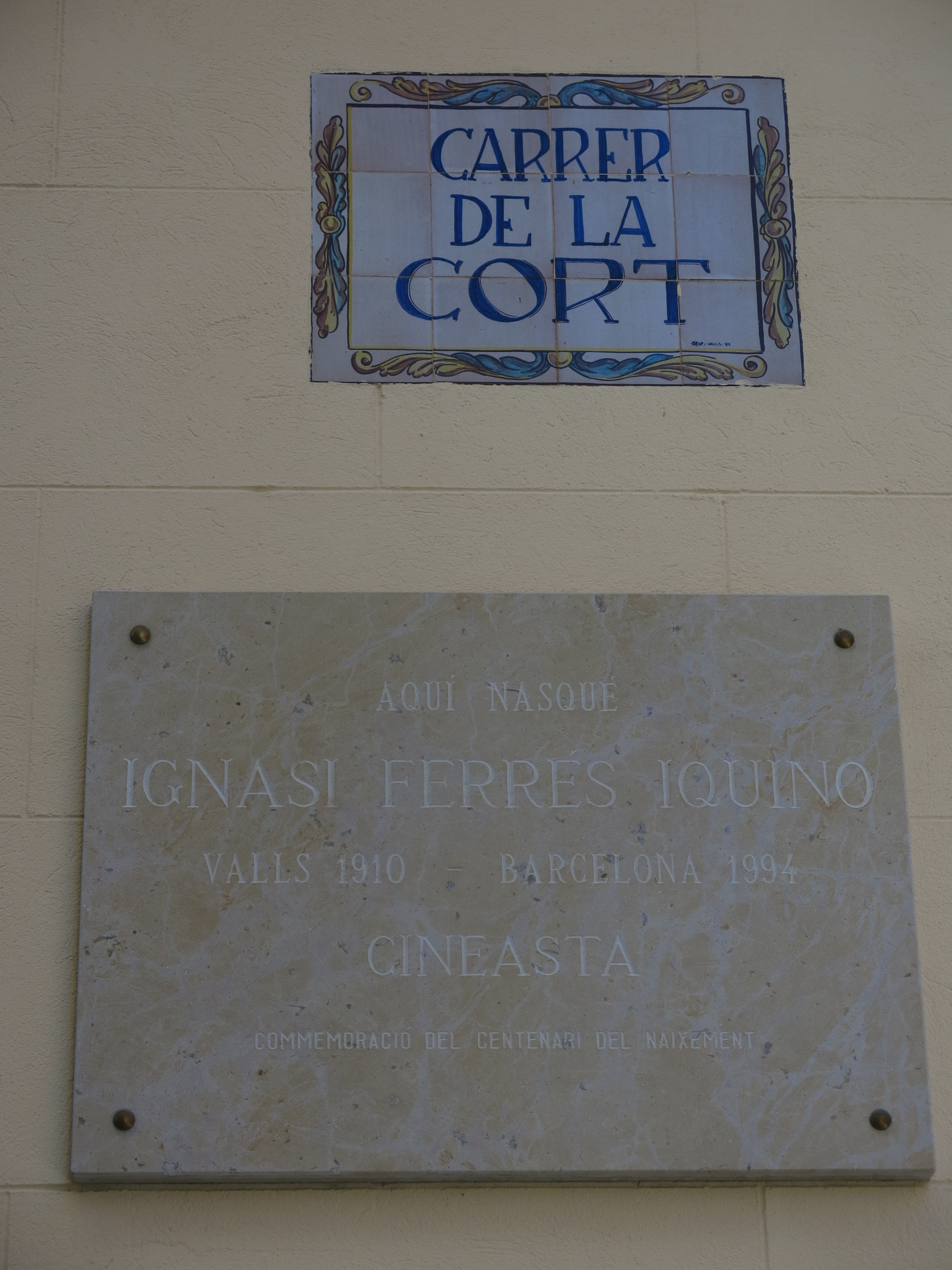
Placa en record de la casa natal d'Ignasi Ferrés Iquino al carrer de la Cort, 18 (Valls)

Ignasi F. Iquino era fill del compositor Ramon Ferrés i Musolas i de l'actriu de sarsuela Teresa Idel, en gira permanent. Iquino va ser educat per l'avi, un advocat rellevant a la vida política de Valls. La ciutat es trobava en plena esplendor industrial i els avis participaven de la particular Belle époque. Quan encara era molt jove es va traslladar a París, on, gràcies als seus dots per al dibuix i a un esperit emprenedor, es va fer un lloc al món de l'alta costura i el disseny d'interiors. De retorn a Barcelona va iniciar diversos negocis i va aplicar tot allò que havia après, alhora que es va introduir als cercles de la burgesia catalana i als del món de la nit i l'espectacle. També va fer servir pseudònims com John Wood, Steve MacCohy, Prada-Iquino, Steve McCoy, Steve McCohy i Ignacio Iquino.
El debut cinematogràfic d'Iquino es va produir el 1933 amb el documental Toledo y el Greco, però aviat es va decantar per un cinema eminentment popular i de vocació comercial, amb una estructura de producció impecable, que va treure el màxim benefici a les normes legals de cada moment. L'any següent, el 1934, Iquino ja havia creat una productora pròpia, Emisora Films, amb la qual va realitzar els primers llargmetratges: Al margen de la ley (1935), Diego Corrientes (1936) i Paquete, el fotógrafo público número 1 (1937). Tot i arruïnar-se per primer cop, aquesta aventura el va formar com a cineasta.
El 1943, amb l'ajuda financera del seu cunyat Francisco Ariza, va reflotar Emisora Films inspirant-se en l'studio-system americà. Aquesta va ser sens dubte l'etapa més brillant com a cineasta complet. Iquino va participar en tots els aspectes de la producció, des del guió fins a les escenografies, passant per la fotografia o el muntatge. Alguns dels títols destacats d'aquest anys van ser Una sombra en la ventana (1944) o El tambor del Bruch (1948).
Amb la posada en marxa de la seva pròpia empresa, Iquino va tornar a insistir en els plantejaments empresarials de l'studio-system, la qual cosa va aconseguir parcialment amb la creació dels estudis del Paral·lel, que van esdevenir una autèntica escola per al cinema comercial barceloní. Els estudis aviat es van complementar amb una productora, una discogràfica i la distribuïdora IFISA. Aquesta estructura va funcionar fins al 1982 i va produir 102 llargmetratges i 33 curts, entre els quals destaquen El Judes (1952), primer film estrenat en català en la postguerra, bon exemple d'una mena de cinéma-verité amb la majoria d'actors no professionals, o l'excel·lent Buen viaje, Pablo (1959). També sobresurt la contribució al cinema d'acció barceloní amb films com Brigada criminal (1954).
La falta de subvencions oficials va obligar els estudis a reconduir l'estratègia des del 1962. Va apuntar als gèneres i tendències internacionals i va adoptar un marcat caràcter d'explotació, amb coproduccions, dobles versions i unes promocions agressives. En aquests anys, Iquino es va apuntar a l'spaguetti western i va crear un particular cinema denúncia amb films com Aborto criminal (1972) o Las que empiezan a los quince años (1979). Però potser el clixé que va caracteritzar la darrera etapa van ser les populars sexy comedy, o cinema de destape, amb èxits com La caliente niña Julieta (1980).

## Filmografia
Director
- 1935. Al margen de la ley
- 1937. Diego Corrientes
- 1941. El difunto es un vivo
- 1942. Boda accidentada
- 1942. El pobre rico
- 1943. Un enredo de familia
- 1943. Viviendo al revés
- 1944. Una sombra en la ventana
- 1945. Ni pobre ni rico
- 1948. Canción mortal
- 1948. El tambor del Bruch
- 1949. La familia Vila. Drama
- 1950. Historia de una escalera
- 1950. Brigada criminal
- 1952. El Judas
- 1952. El sistema Pelegrín
- 1959. Buen viaje, Pablo. Drama
- 1968. La mini tía
- 1973. Busco tonta para fin de semana
- 1974. Aborto criminal
- 1978. Las que empiezan a los 15 años
- 1979. La basura está en el ático
- 1979. Un millón por tu historia
- 1981. Los sueños húmedos de Patrizia
- 1984. Hombres que rugen